# Monomorium exchao
Monomorium exchao är en myrart som beskrevs av Santschi 1926. Monomorium exchao ingår i släktet Monomorium och familjen myror. Inga underarter finns listade i Catalogue of Life.